# Хоф-Ашкелон
Хоф-Ашкелон (ивр. חוף אשקלון‎) — региональный совет в Южном административном округе Израиля, в северной части пустыни Негев, на берегу Средиземного моря. 
В региональный совет входят 21 населённый пункт: 5 кибуцев, 11 мошавов, 4 общинных поселения и 1 молодёжная деревня.
Главой регионального совета является Итамар Ревиво.

## Население
По статистическим данным Центрального статистического бюро Израиля население регионального совета на 2024 год составляет 19 829 человек.